# Rhinolophus cohenae
Rhinolophus cohenae är en fladdermusart som ingår i släktet Rhinolophus och familjen hästskonäsor. Catalogue of Life anger inga underarter.

## Taxonomi
Holotypen, en vuxen hane, insamlades redan 2004 av Lientjie Cohen, och fick sitt vetenskapliga namn efter henne. Den troddes emellertid då vara identisk med Rhinolophus hildebrandtii, som den mycket liknar. Det var först 2012 som den och tre andra fladdermöss beskrevs som sanna arter på grund av deras skillnader i ekolokalisationsfrekvensen samt resultaten från DNA-analyser.

## Beskrivning
Som alla hästskonäsor har arten flera hudflikar kring näsan. Flikarna brukas för att rikta de överljudstoner som används för ekolokalisation. Till skillnad från andra fladdermöss som använder sig av överljudsnavigering produceras nämligen tonerna hos hästskonäsorna genom näsan, och inte som annars via munnen. Hos denna art är de samlade hudflikarna mycket breda, mellan 13,5 och drygt 16 mm.
Pälsfärgen är densamma som hos Rhinolophus hildebrandtii, det vill säga gråbrun över hela kroppen, men ljusare på buksidan. Arten är dock större, med en underarmslängd på nästan 7 cm och en längd på det robusta huvudet på 3 cm. Ekolokalisationslätet har en medelfrekvens av 32,6 till 33,0 kHz.

## Utbredning
Arten är för närvarande (2014) endast känd från tre lokaler i Mpumalanga-provinsen i östra Sydafrika.

## Ekologi
Då arten är så nyligen beskriven, är inte mycket känt om dess biologi. Den har påträffats på savanner och gräsmarker på höjder mellan 690 och 1 100 m.